# Lonnie Thompson
Lonnie Thompson (Lanyard) (Gassaway, Zapadna Virginia, 1. srpnja 1948.) je američki paleoklimatolog, nositelj naslova Istaknutog sveučilišnog profesora na školi za geoznanosti pri Sveučilištu Ohio State. Stekao je globalno priznanje za rad na proučavanju ledene kore s planinskih ledenjaka i ledenih kapa u tropskim i suptropskim krajevima svijeta. Sa suprugom Ellen Mosley-Thompson vodio je paleoklimatološku istraživačku skpinu pri Polarnom istraživačkom centru Byrd, gdje su bušenjem vadili uzorke leda u valjcima.

## Publikacije
NSF, NASA, NOAA i NGS odobrile su Lonnieju Thompsonu 53 istraživačke dotacije. Objavio je 165 radova. Sažeti popis ekspedicija, dotacija i publikacija može se naći na stranicama Sveučilišta Ohio State.
Istaknuti radovi su:
- Thompson, L. G.; Mosley-Thompson, E.; Brecher, H.; Davis, M.; León, B.; Les, D.; Lin, P. -N.; Mashiotta, T.; Mountain, K. (2006). "Inaugural Article: Abrupt tropical climate change: Past and present". Proceedings of the National Academy of Sciences 103 (28): 10536.
- Tropical glacier and ice core evidence of climate change on annual to millennial time scales.  Arhivirana inačica izvorne stranice od 4. prosinca 2010. (Wayback Machine) L.G. Thompson, E. Mosley-Thompson, M.E. Davis, P.-N. Lin, K. Henderson, T.A. Mashiotta, 2003. Climatic Change 59, 137-155.
- Thompson, L. G.; Mosley-Thompson, E.; Davis, M. E.; Henderson, K. A.; Brecher, H. H.; Zagorodnov, V. S.; Mashiotta, T. A.; Lin, P. N.; Mikhalenko, V. N.; Hardy, D. R.; Beer, J. (2002). "Kilimanjaro Ice Core Records: Evidence of Holocene Climate Change in Tropical Africa". Science 298 (5593): 589–593. doi:10.1126/science.1073198. PMID 12386332.
- Thompson, L. G. (2000). "Ice core evidence for climate change in the Tropics: Implications for our future". Quaternary Science Reviews 19: 19–18. doi:10.1016/S0277-3791(99)00052-9.
- Thompson, L. G.; Yao, T.; Davis, M. E.; Henderson, K. A.; Mosley-Thompson, E.; Lin, P. N.; Beer, J.; Synal, H. A.; Cole-Dai, J. (1997). "Tropical Climate Instability: The Last Glacial Cycle from a Qinghai-Tibetan Ice Core". Science 276 (5320): 1821.